# Rivignano Teor
Rivignano Teor (friülà Rivignan Teôr) és un municipi italià, dins de la província d'Udine. L'any 2015 tenia 6.349 habitants.
Es va crear l'1 de gener de 2014 amb la fusió dels antics municipis de Rivignano i Teor, després de la celebració d'un referèndum on la majoria dels habitants van votar favorablement.